# برنارد کوهن
برنارد کوهن (انگلیسی: Bernard Kohn؛ زادهٔ ۱ ژانویهٔ ۱۹۳۱) معمار اهل فرانسه است.